# Prova de conhecimento
Na criptografia, uma prova de conhecimento é uma prova interativa na qual o provador consegue "convencer" um verificador de que o provador sabe algo. O que significa para uma máquina "saber algo" é definido em termos de computação. Uma máquina "sabe algo", se esse algo pode ser calculado, dado a máquina como uma entrada. Como o programa do provador não expele necessariamente o conhecimento em si (como é o caso das provas de conhecimento zero), uma máquina com um programa diferente, chamado extrator de conhecimento, é introduzida para capturar essa ideia. Estamos principalmente interessados no que pode ser comprovado por máquinas de tempo polinomial limitado. Neste caso, o conjunto de elementos de conhecimento se limita a um conjunto de testemunhas de alguma linguagem em NP.
Seja {\displaystyle x} uma declaração de linguagem {\displaystyle L} em NP e {\displaystyle W(x)} o conjunto de testemunhas de x que devem ser aceitas na prova. Isso nos permite definir a seguinte relação: {\displaystyle R=\{(x,w):x\in L,w\in W(x)\}}.
Uma prova de conhecimento para a relação {\displaystyle R} com erro de conhecimento {\displaystyle \kappa } é um protocolo de duas partes com um provador {\displaystyle P} e um verificador {\displaystyle V} com as duas propriedades seguintes:
1. Integridade: Se {\displaystyle (x,w)\in R}, então o provador {\displaystyle P} que conhece a testemunha {\displaystyle w} para {\displaystyle x} é bem sucedido em convencer o verificador {\displaystyle V} de seu conhecimento. Mais formalmente: {\displaystyle \Pr(P(x,w)\leftrightarrow V(x)\rightarrow 1)=1}, isto é, dada a interação entre o provador P e o verificador V, a probabilidade de o verificador estar convencido é 1.
2. Validade: A validade requer que a probabilidade de sucesso de um extrator de conhecimento {\displaystyle E} em extrair a testemunha, dado ao oráculo acesso a um provador possivelmente malicioso {\displaystyle {\tilde {P}}}, deve ser pelo menos tão alta quanto a probabilidade de sucesso do provador {\displaystyle {\tilde {P}}} em convencer o verificador. Esta propriedade garante que nenhum provador que não conheça a testemunha consiga convencer o verificador.

## Detalhes na definição
Esta é uma definição mais rigorosa de validade:
Seja {\displaystyle R} uma relação de testemunha, {\displaystyle W(x)} o conjunto de todas as testemunhas para valor público {\displaystyle x} e {\displaystyle \kappa } o erro de conhecimento. Uma prova de conhecimento é {\displaystyle \kappa }-válida se existe uma máquina de tempo polinomial {\displaystyle E}, dado ao oráculo acesso a {\displaystyle {\tilde {P}}}, tal que para cada {\displaystyle {\tilde {P}}}, é o caso que {\displaystyle E^{{\tilde {P}}(x)}(x)\in W(x)\cup \{\bot \}} e {\displaystyle \Pr(E^{{\tilde {P}}(x)}(x)\in W(x))\geq \Pr({\tilde {P}}(x)\leftrightarrow V(x)\rightarrow 1)-\kappa (x).}
O resultado {\displaystyle \bot } significa que a máquina de Turing {\displaystyle E} não chegou à uma conclusão.
O erro de conhecimento {\displaystyle \kappa (x)} denota a probabilidade de que o verificador {\displaystyle V} pode aceitar {\displaystyle x}, mesmo que o provador de fato não conheça uma testemunha {\displaystyle w}. O extrator de conhecimento {\displaystyle E} é usado para expressar o que se entende por conhecimento de uma máquina de Turing. Se {\displaystyle E} pode extrair {\displaystyle w} de {\displaystyle {\tilde {P}}}, dizemos que {\displaystyle {\tilde {P}}} conhece o valor de {\displaystyle w}.
Esta definição da propriedade de validade é uma combinação das propriedades de validade e validade forte. Para pequenos erros de conhecimento {\displaystyle \kappa (x)}, como, por exemplo, {\displaystyle 2^{-80}} ou {\displaystyle 1/\mathrm {poly} (|x|)} pode ser visto como sendo mais forte do que a solidez das provas interativas comuns.

## Relação com provas interativas gerais
Para definir uma prova de conhecimento específica, é necessário definir não apenas o linguagem, mas também as testemunhas que o verificador deve conhecer. Em alguns casos, provar a associação em uma linguagem pode ser fácil, enquanto computar uma testemunha específica pode ser difícil. Isso é melhor explicado usando um exemplo:
Seja {\displaystyle \langle g\rangle } um grupo cíclico com gerador {\displaystyle g} no qual se acredita que resolver o problema de logaritmo discreto é difícil. Decidir a participação na linguagem {\displaystyle L=\{x\mid g^{w}=x\}} é trivial, pois todo {\displaystyle x} está em {\displaystyle \langle g\rangle }. No entanto, encontrar a testemunha {\displaystyle w} de modo que {\displaystyle g^{w}=x} se mantenha corresponde a resolver o problema de logaritmo discreto.

## Protocolos

### Protocolo Schnorr
Uma das provas de conhecimento mais simples e frequentemente usadas, a prova de conhecimento de um logaritmo discreto, é devida a Schnorr. O protocolo é definido para um grupo cíclico {\displaystyle G_{q}} da ordem {\displaystyle q} com gerador {\displaystyle g}.
A fim de provar o conhecimento de {\displaystyle x=\log _{g}y}, o provador interage com o verificador da seguinte forma:
1. Na primeira rodada, o provador se compromete com a aleatoriedade math>r</math>; portanto, a primeira mensagem {\displaystyle t=g^{r}} também é chamada de confirmação.
2. O verificador responde com um desafio {\displaystyle c} escolhido aleatoriamente.
3. Depois de receber {\displaystyle c}, o provador envia a terceira e última mensagem (a resposta) {\displaystyle s=r+cx} módulo reduzido a ordem do grupo.

O verificador aceita, se {\displaystyle g^{s}=ty^{c}}.
Podemos ver que esta é uma prova válida de conhecimento, pois possui um extrator que funciona da seguinte forma:
1. Simula o provador para produzir {\displaystyle t=g^{r}}. O provador está agora no estado math>Q</math>.
2. Gera valor aleatório {\displaystyle c_{1}} e o insire no provador. Ele produz {\displaystyle s_{1}=r+c_{1}x}.
3. Retrocede o provador para declarar {\displaystyle Q}. Agora gera um valor aleatório diferente {\displaystyle c_{2}} e o insire no provador para obter {\displaystyle s_{2}=r+c_{2}x}.
4. Produz {\displaystyle (s_{1}-s_{2})(c_{1}-c_{2})^{-1}}.

Uma vez que {\displaystyle (s_{1}-s_{2})=(r+c_{1}x)-(r+c_{2}x)=x(c_{1}-c_{2})}, a saída do extrator é precisamente {\displaystyle x}.
Esse protocolo passa a ser de conhecimento zero, embora essa propriedade não seja exigida para uma prova de conhecimento.

### Protocolos Sigma
Os protocolos que têm a estrutura de três movimentos acima (compromisso, desafio e resposta) são chamados de protocolos sigma[carece de fontes?]. A letra grega {\displaystyle \Sigma } visualiza o fluxo do protocolo. Os protocolos Sigma existem para provar várias declarações, como aquelas pertencentes a logaritmos discretos. Usando essas provas, o provador pode não apenas provar o conhecimento do logaritmo discreto, mas também que o logaritmo discreto tem uma forma específica. Por exemplo, é possível provar que dois logaritmos de {\displaystyle y_{1}} e {\displaystyle y_{2}} em relação às bases {\displaystyle g_{1}} e {\displaystyle g_{2}} são iguais ou cumprem alguma outra relação linear. Para os elementos a e b de {\displaystyle Z_{q}}, dizemos que o provador prova conhecimento de {\displaystyle x_{1}} e {\displaystyle x_{2}} de modo que {\displaystyle y_{1}=g_{1}^{x_{1}}\land y_{2}=g_{2}^{x_{2}}} e {\displaystyle x_{2}=ax_{1}+b}. A igualdade corresponde ao caso especial em que a = 1 eb = 0. Como {\displaystyle x_{2}} pode ser calculado trivialmente a partir de {\displaystyle x_{1}} isso é equivalente a provar conhecimento de um x tal que {\displaystyle y_{1}=g_{1}^{x}\land y_{2}={(g_{2}^{a})}^{x}g_{2}^{b}}.
Essa é a intuição por trás da seguinte notação, que é comumente usada para expressar o que exatamente é provado por uma prova de conhecimento.
{\displaystyle PK\{(x):y_{1}=g_{1}^{x}\land y_{2}={(g_{2}^{a})}^{x}g_{2}^{b}\},}
afirma que o provador conhece um x que cumpre a relação acima.

## Aplicações
As provas de conhecimento são ferramentas úteis para a construção de protocolos de identificação e, em sua variante não interativa, os esquemas de assinatura. Esses esquemas são:
- Assinatura de Schnorr

Eles também são usados na construção de sistemas de assinatura de grupo e credenciais digitais anônimas.